# 逢坂 (大阪市)

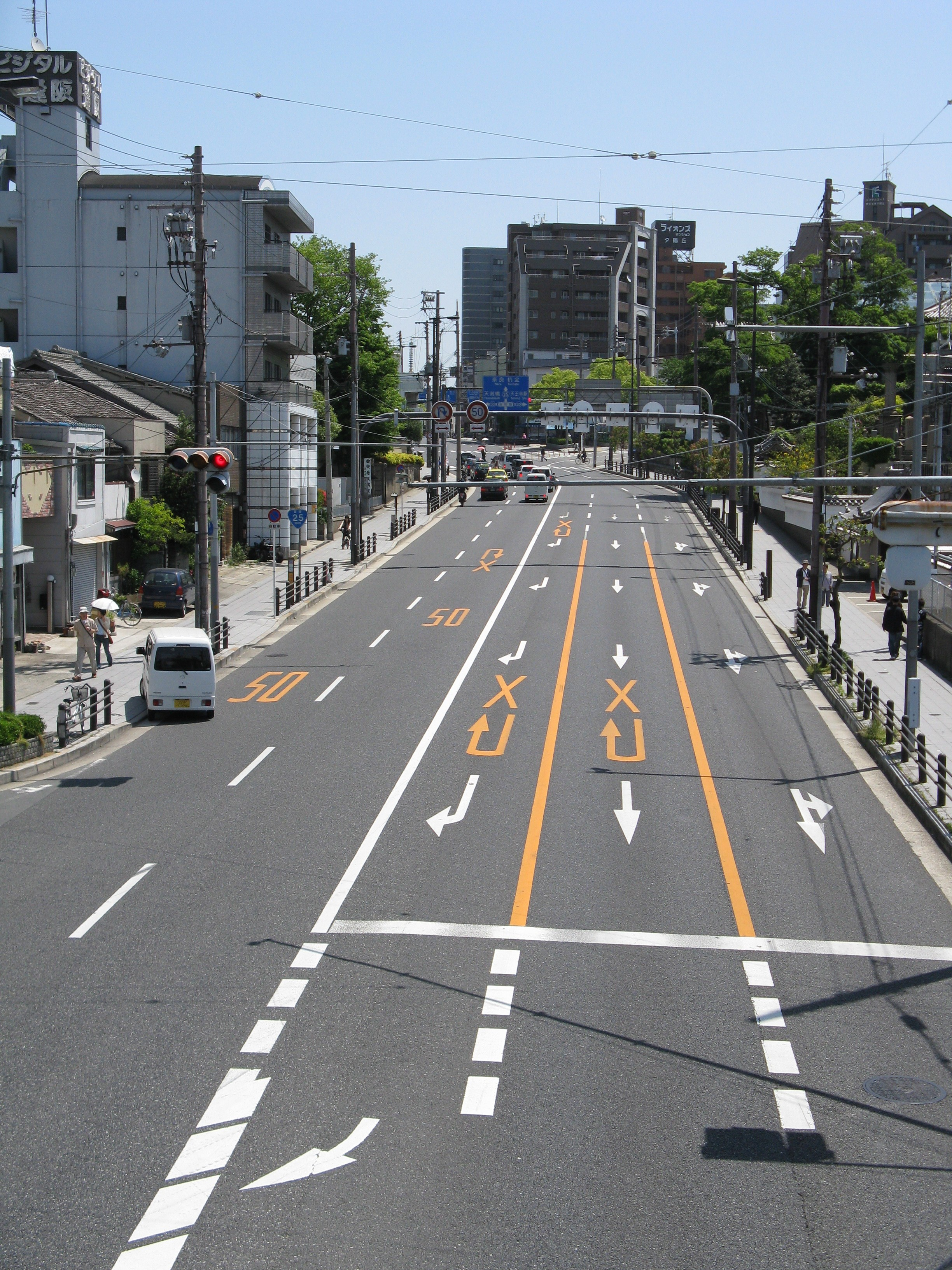
逢坂
（公園北口交差点歩道橋上から撮影）

逢坂（おうさか）は、大阪府大阪市にある国道25号（竜田越奈良街道）の坂。または、同市天王寺区の町名（ただし、町名はこざとへんの「阪」）。

## 概要
道路（坂）としての逢坂は上町台地の西斜面の坂で、現在の国道25号四天王寺前交差点（谷町筋交点） - 公園北口交差点（松屋町筋交点）間にあたる。天王寺七坂の一つで、最も南に位置する。

## 歴史

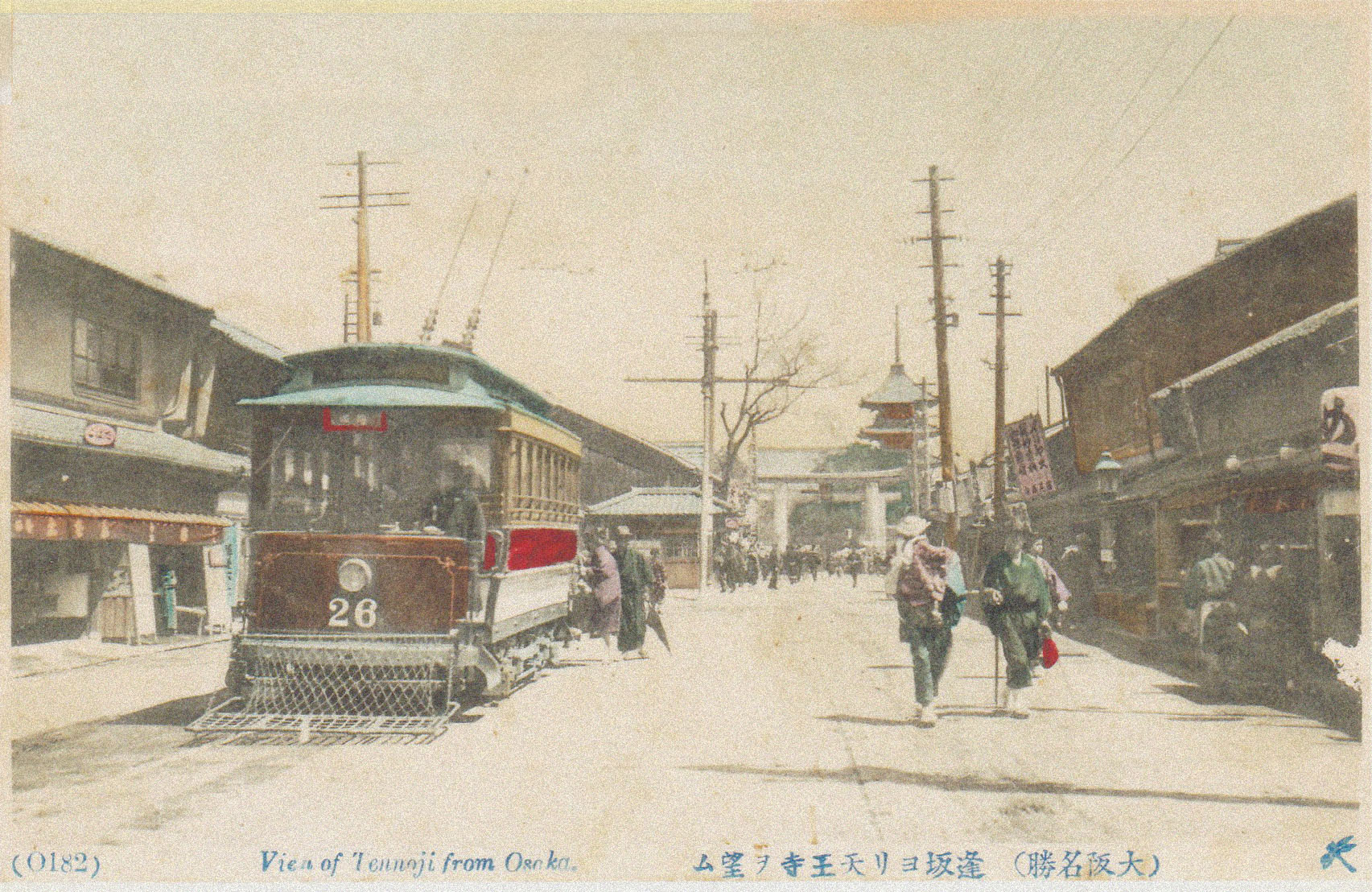
明治末期の逢坂
（天王寺西門前駅付近）

名称は逢坂関に由来するとも、聖徳太子と物部守屋が法について討論した合法四会に由来するとも言われ、「合坂」や「相坂」とも表記された。また、逢坂下の現在の公園北口交差点の辺りは合邦ヶ辻（がっぽうがつじ）と呼ばれ、のちに浄瑠璃『摂州合邦辻』の舞台ともなった。
近代以前は馬車馬が音を上げるほど急な坂だったと伝えられ、道も狭く、事故多発地点だった。明治9年（1876年）に茶臼山観音寺の住職(静明)が寄付を集めて坂を切り崩して緩やかにする工事を行った。この住職の功績をたたえた石碑が現存している。明治42年（1909年）に大阪市電西道頓堀天王寺線の敷設に伴い、道路が拡幅されてほぼ現在の姿になった。

## 町名
現在の町名は昭和56年（1981年）に実施された町名で、現行行政地名は逢阪一丁目および逢阪二丁目。国道25号を挟んで北が1丁目、南が2丁目となる。東は谷町筋、西は松屋町筋までの範囲である。
元は東成郡天王寺村の一部。明治30年（1897年）に大阪市へ編入され、明治33年（1900年）に逢阪上之町、逢阪下之町が起立した。この逢阪上之町が現在の天王寺区逢阪におおむね該当し、逢阪下之町は天王寺区茶臼山町、浪速区下寺・日本橋東の各一部となっている。

### 世帯数と人口
2019年（平成31年）3月31日現在の世帯数と人口は以下の通りである。
| 丁目       | 世帯数  | 人口    |
| ---------- | ------- | ------- |
| 逢阪一丁目 | 357世帯 | 680人   |
| 逢阪二丁目 | 390世帯 | 576人   |
| 計         | 747世帯 | 1,256人 |

人口の変遷
国勢調査による人口の推移。
| 1995年（平成7年）  | 1,049人 | [ 7 ]  |  |
| 2000年（平成12年） | 969人   | [ 8 ]  |  |
| 2005年（平成17年） | 1,236人 | [ 9 ]  |  |
| 2010年（平成22年） | 1,302人 | [ 10 ] |  |
| 2015年（平成27年） | 1,221人 | [ 11 ] |  |

世帯数の変遷
国勢調査による世帯数の推移。
| 1995年（平成7年）  | 411世帯 | [ 7 ]  |  |
| 2000年（平成12年） | 402世帯 | [ 8 ]  |  |
| 2005年（平成17年） | 565世帯 | [ 9 ]  |  |
| 2010年（平成22年） | 597世帯 | [ 10 ] |  |
| 2015年（平成27年） | 599世帯 | [ 11 ] |  |

### 事業所
2016年（平成28年）現在の経済センサス調査による事業所数と従業員数は以下の通りである。
| 丁目       | 事業所数  | 従業員数 |
| ---------- | --------- | -------- |
| 逢阪一丁目 | 45事業所  | 205人    |
| 逢阪二丁目 | 82事業所  | 637人    |
| 計         | 127事業所 | 842人    |

## 主な施設
逢阪1丁目
- 安居神社
- 天暁院
- 天神坂

逢阪2丁目
- 一心寺
- 茶臼山観音寺
- 天王殿
- 四天王寺郵便局

## その他

### 日本郵便
- 〒543-0062[5]（集配局：天王寺郵便局[13]）